# 理境坊 (富士宮市)

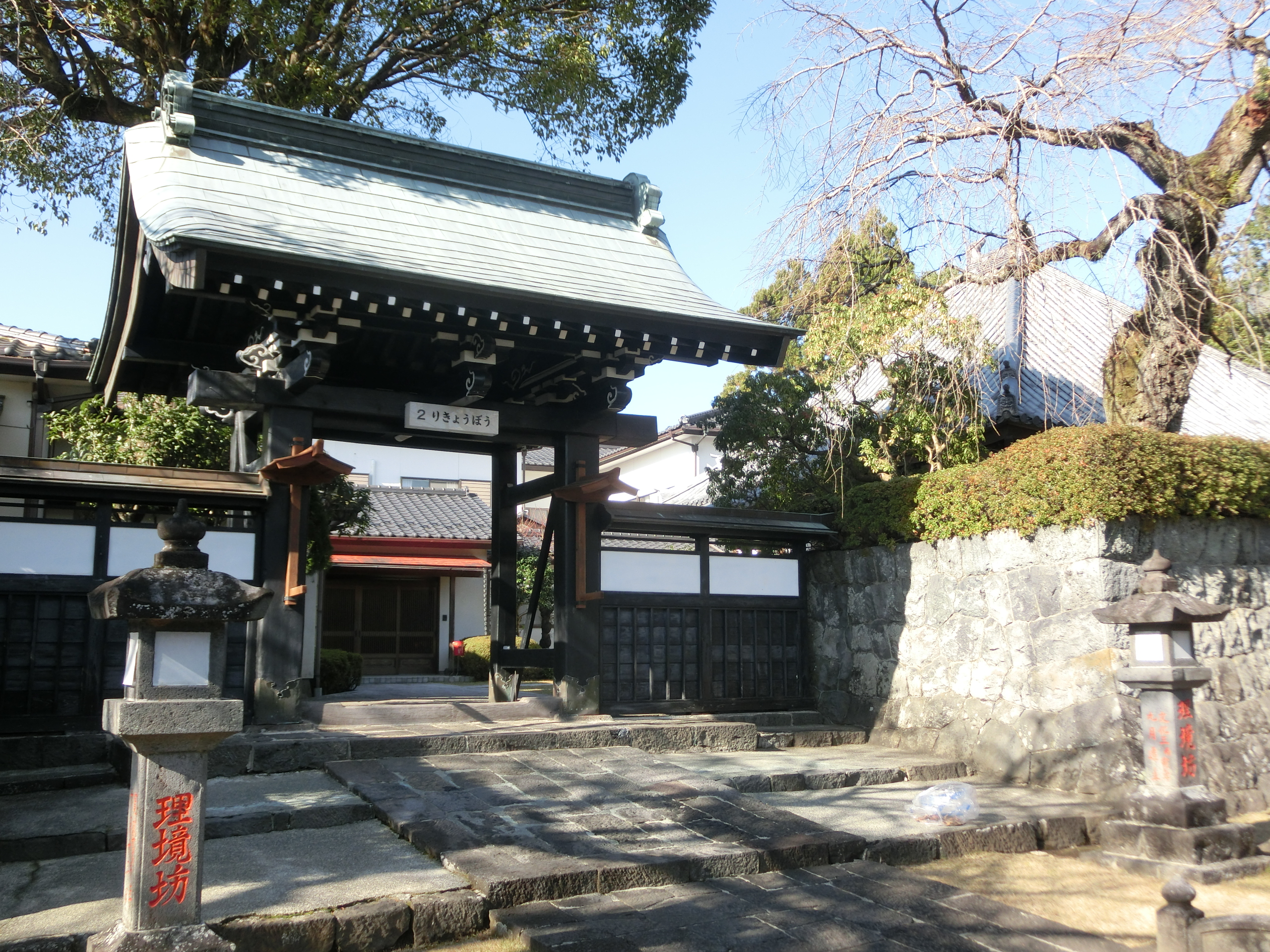
理境坊

理境坊（りきょうぼう）は、日蓮正宗総本山大石寺の塔中坊の一つ。表塔中にある。信徒組織には、法華講理境坊支部（古くからの法華講中）と妙観講がある。
なお、静岡県富士宮市北山地区と千葉県松戸市には出張所が、また、長野県佐久市には佐久別院がある。この他に東京都杉並区西荻北に妙観講本部（1991年落成）がある。妙観講本部は、当初は理境坊出張所として計画されたが、第67世法主日顕の指示で妙観講の本部とするように指南されたもので、「常住御本尊御安置の寺院に準ずる道場」と定義されている。

## 歴史
- 1290年（正応3年） - 大石寺創建と同時に理境坊日秀師を開基として建立される。
- 1744年（寛保4年）2月 - 31世日因が現在の本堂安置の常住板本尊を書写。
- 1807年（文化4年）5月12日 - 火災により焼失し、同年11月に再建される。
- 1977年（昭和52年）3月17日 - 第66世日達の大導師により現本堂新築落慶法要が行なわれる。